# Glossostelma mbisiense
Glossostelma mbisiense là một loài thực vật có hoa trong họ La bố ma. Loài này được Goyder mô tả khoa học đầu tiên năm 1995.